# Caminho do Proença
O Caminho do Proença, ou Caminho de Inhomirim, era uma variante do chamado Caminho Novo, uma das vias que dava acesso à região das Minas Gerais à época do Brasil Colônia.
Entre 1722 e 1725, o sargento-mor Bernardo Soares de Proença, proprietário de terras em Suruí, abriu uma variante que encurtava e facilitava em muito o trajeto do Caminho Novo que tinha sido aberto alguns anos antes.
O Caminho do Proença partia do porto de Estrela no fundo da baía de Guanabara e, evitando a perigosa e acidentada subida por Xerém, seguia o rio Inhomirim. Depois se iniciava um caminho terrestre que subia pela serra da Estrela até Itamaraty. A partir daí, seguia o rio Piabanha, descendo pelos distritos de Correias e Itaipava. Depois se desviava para a freguesia de Santana de Cebolas (atual distrito de Inconfidência, Paraíba do Sul) onde entroncava-se com o Caminho Novo em Santo Antonio da Encruzilhada (Paraíba do Sul), ponto de onde em 1700 foi desbravado o caminho novo, permitindo seguir-se até o centro da atual cidade de Paraíba do Sul.
Este novo trecho reduzia o tempo de viagem entre o Rio de Janeiro e Vila Rica de quatorze a apenas dez dias.
Em pouco tempo tornou-se a opção preferida pelos tropeiros e viajantes. Por este caminho passavam, no século XVIII, comerciantes, escravos, mercadorias e o ouro das Minas Gerais com destino ao porto da Estrela.
Em 1802, a Coroa portuguesa mandou calçá-lo com pedras irregulares. Restam atualmente alguns trechos com vestígios do calçamento original.
A existência de Petrópolis e adjacências se deve à existência desta variante, uma vez que foi por ela que, em março de 1822, Dom Pedro I antes de proclamar a Independência e antes de ser Imperador, assustado com a possibilidade de levante em Minas Gerais, foi pela primeira vez para o interior do Brasil, passando pela atual cidade de Petrópolis. Encantou-se com a região onde se hospedou na fazenda do Padre Correia, acabou comprando a fazenda vizinha do Córrego Seco em 1827, ao levar a sua filha de sete anos para ser tratada. Vinte e sete anos depois (1854) seu filho Dom Pedro II fundou no local a cidade de Petrópolis. Não fosse a variante, Pedro I teria levado a sua filha para Miguel Pereira ou Paty do Alferes, que também têm ótimo clima e ficavam no caminho da antiga subida do Caminho Novo por Xerém.
A inauguração da primeira ferrovia brasileira, ligando o porto de Mauá à estação de Fragoso, no atual município de Magé, ainda utilizava o porto de Estrela. Entretanto, posteriormente, o início de operação da estrada de ferro D. Pedro II causou o total abandono do porto.

## Galeria

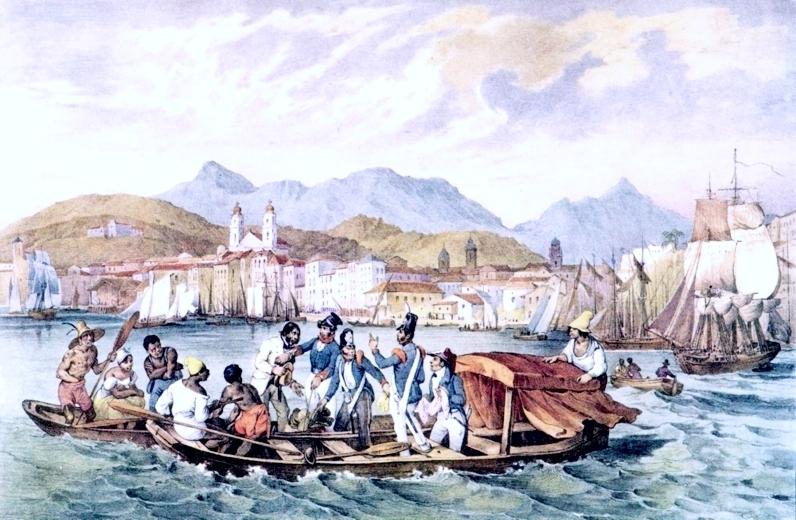
Embarcações na praia dos Mineiros
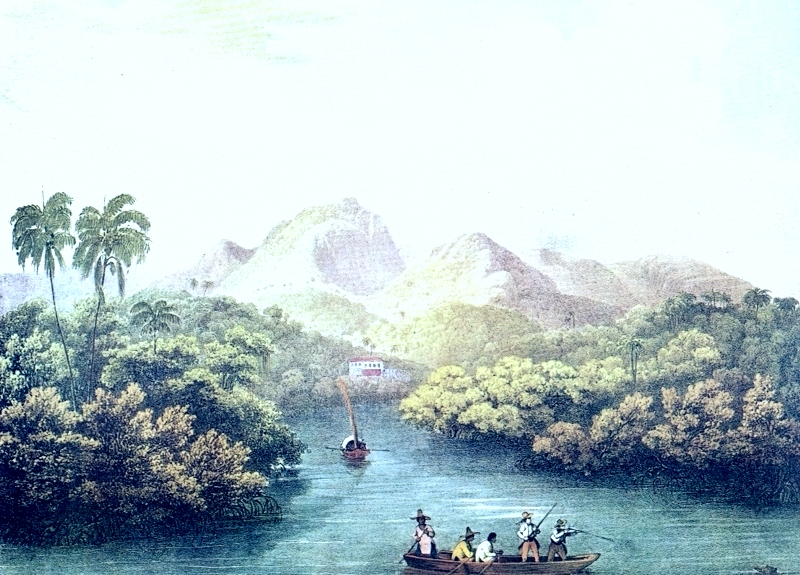
Rio Inhomirim
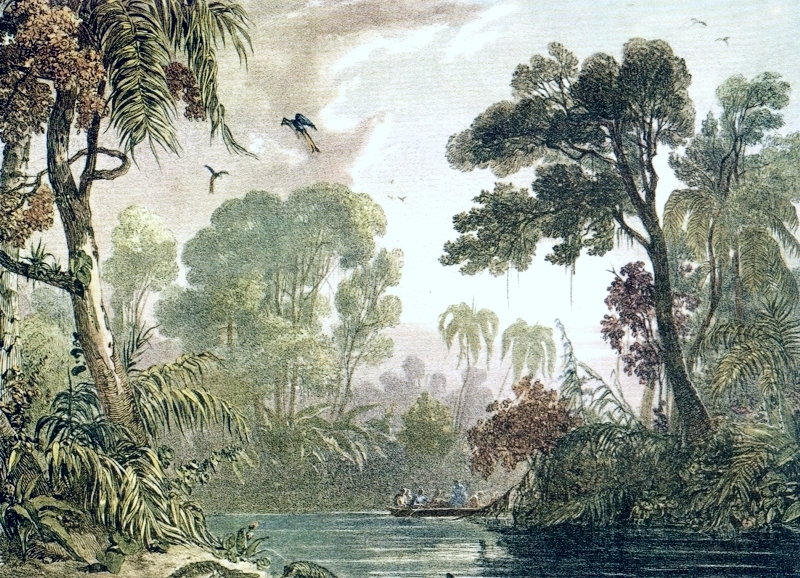
Foz do rio Cachoeira
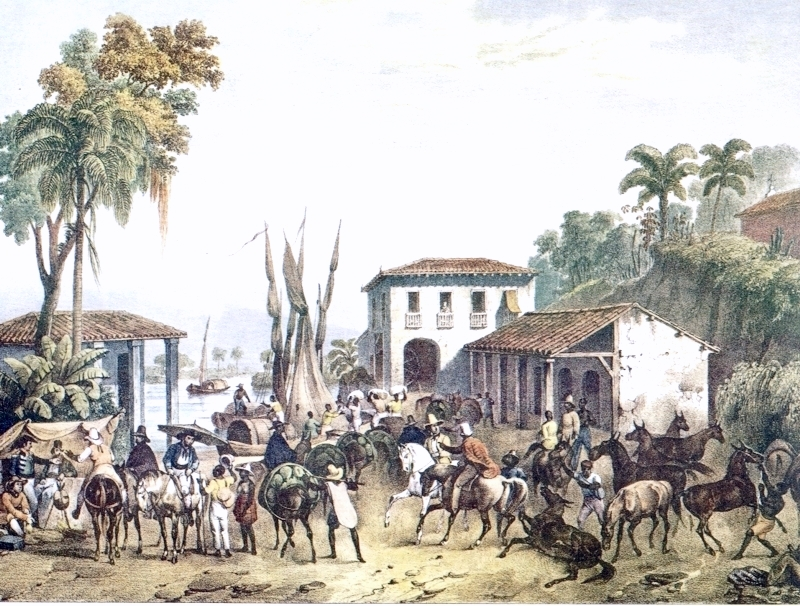
Porto de Estrela
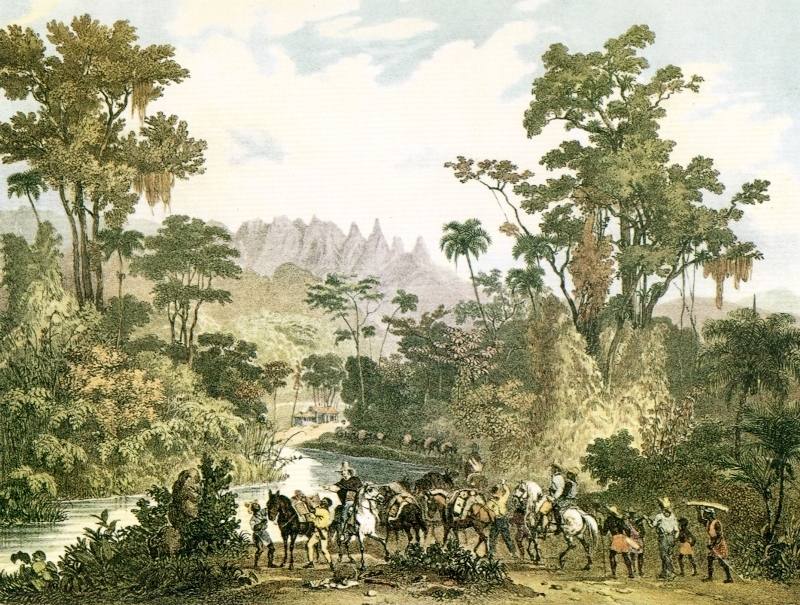
Serra dos Órgãos
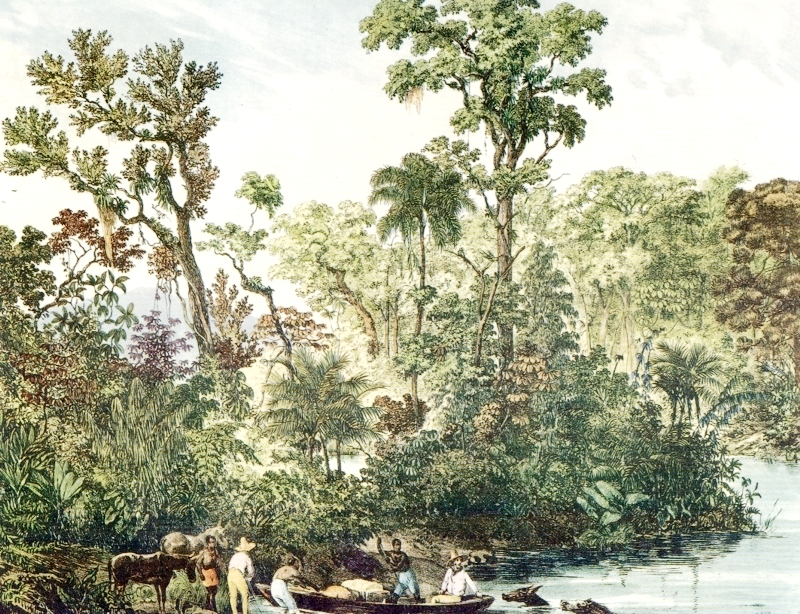
Rio Paraíba do Sul
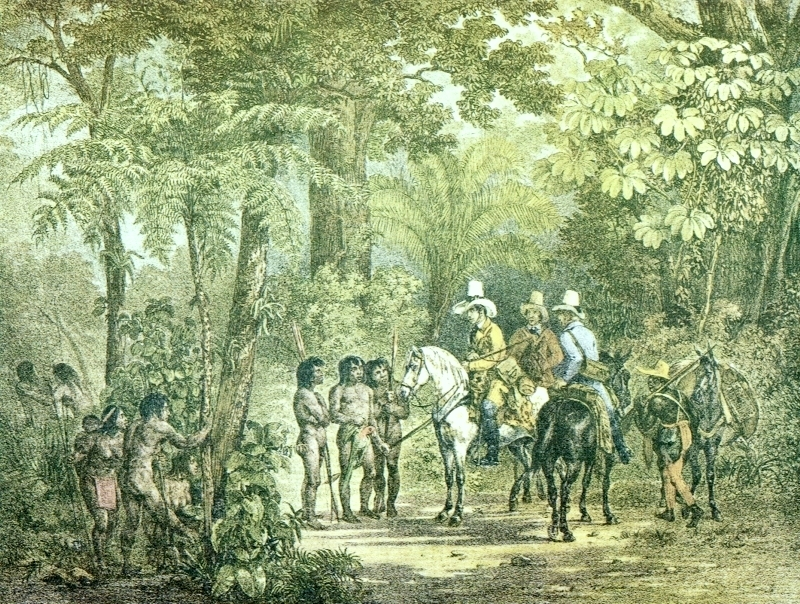
Encontro de viajantes com índios
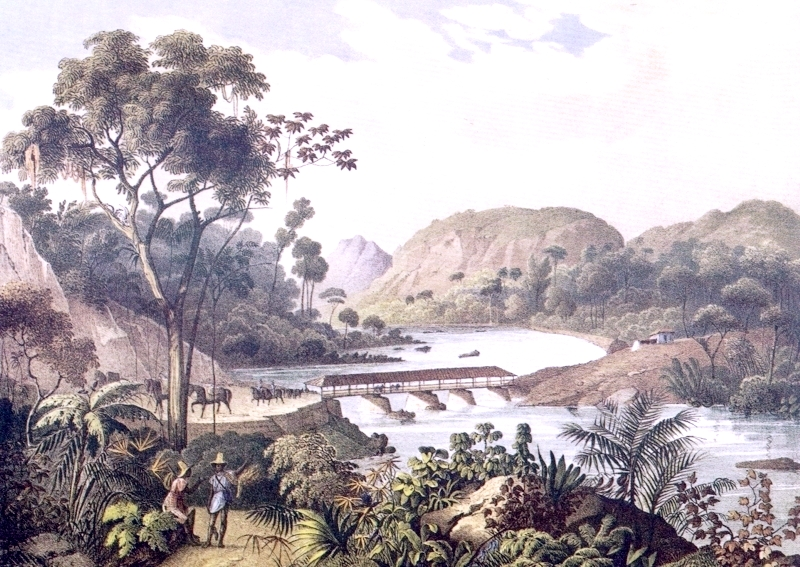
Rio Paraibuna
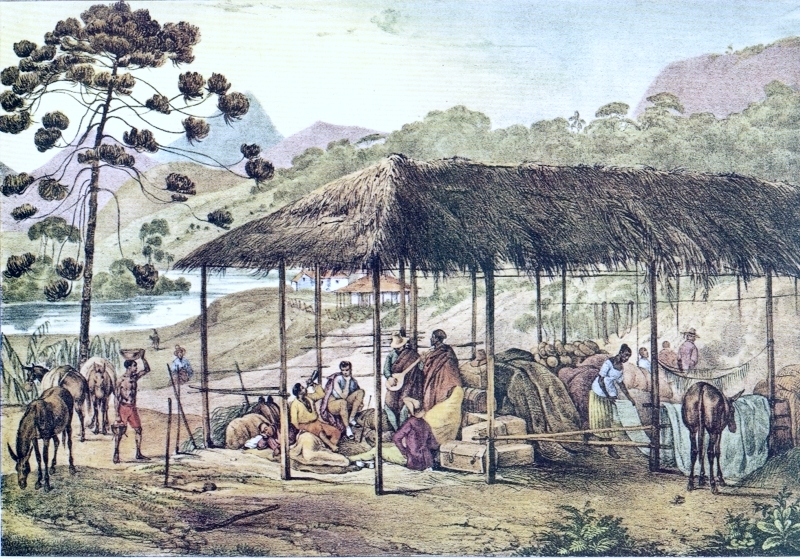
Repouso de uma tropa
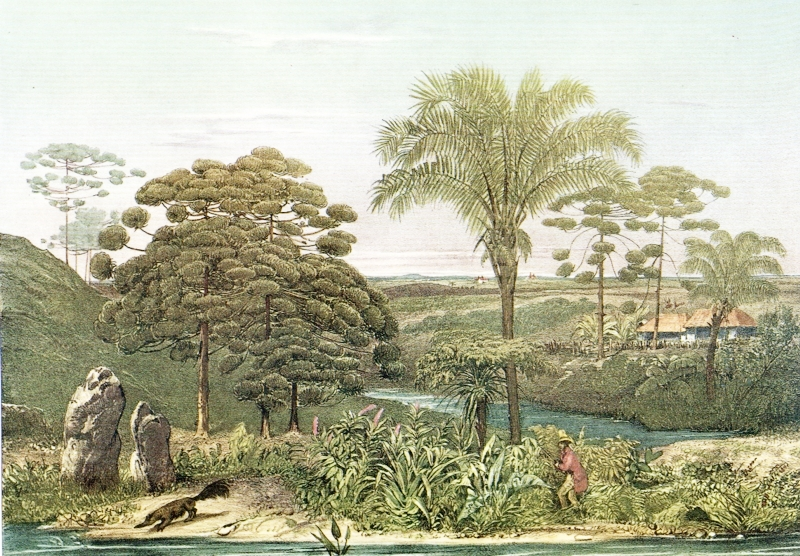
Barbacena no caminho para as minas
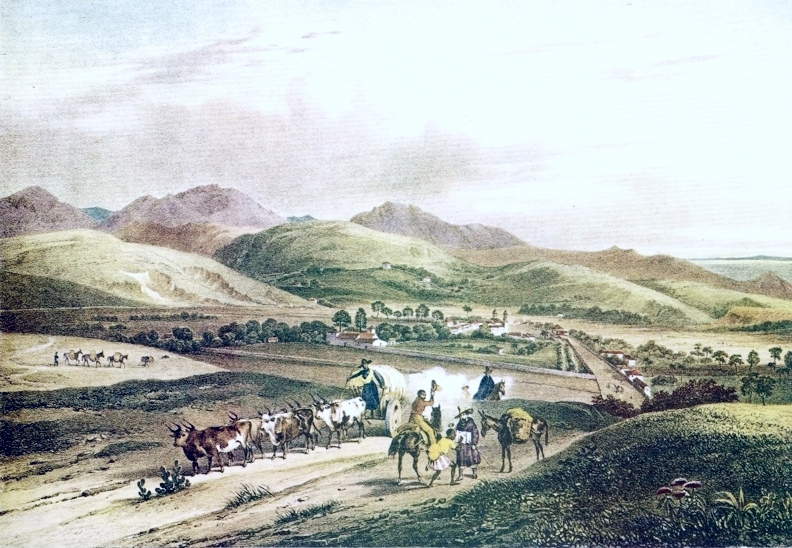
Arraial de Matosinhos perto de São João del-Rei
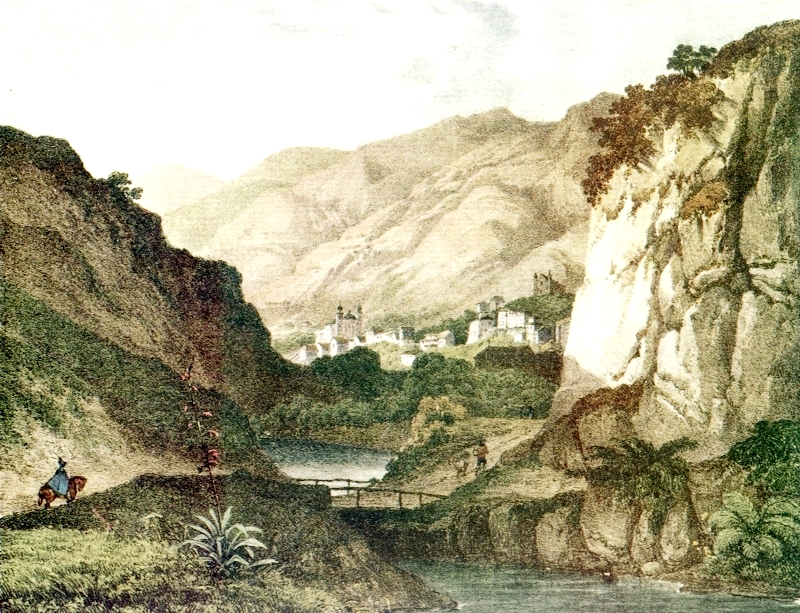
Vila Rica (Ouro Preto)